# 사키우라촌
사키우라촌(崎浦村)은 이시카와현 이시카와군에 존재했던 촌이다.

## 지리
현재 가나자와시 중심부의 남동부, 사이강 중류 상류에 위치한다.

## 역사
- 1889년 4월 1일 - 정촌제 시행에 의해 이시카와군 10개 촌의 구역으로 사키우라촌이 성립하였다.
- 1936년 4월 1일 - 가나자와시에 편입되었다.

## 참고문헌
- 角川日本地名大辞典 17 石川県